# مارك كنول
مارك كنول هو متزلج سريع كندي، ولد في 26 يوليو 1976 في ريجاينا في كندا.

## وصلات خارجية
- مارك كنول على موقع SpeedSkatingBase.eu (الإنجليزية)
- مارك كنول على موقع SpeedSkatingNews.info (الإنجليزية)
- مارك كنول على موقع أوليمبيديا (الإنجليزية)
- مارك كنول على موقع اللجنة الأولمبية الكندية (الإنجليزية)